# ویلیام والاس
ویلیام والاس (به انگلیسی: William Wallace) (زاده ۱۲۷۲ - درگذشته ۲۳ اوت ۱۳۰۵) از شوالیه‌ها و ملاکان اسکاتلندی بود که به خاطر رهبری مقاومت اسکاتلندی‌ها در جریان جنگ استقلال اسکاتلند معروفیت یافته و امروزه در اسکاتلند از او به عنوان یک میهن‌پرست و قهرمان ملی یاد می‌شود.
والاس همراه با اندرو موری، در سپتامبر ۱۲۹۷ میلادی، ارتش انگلستان را در نبرد پل استرلینگ شکست داد. او به‌عنوان «نگهبان اسکاتلند» منصوب شد و تا زمان شکستش در نبرد فالکرک در ژوئیه ۱۲۹۸ در این مقام خدمت کرد. در اوت ۱۳۰۵، والاس در روبرُیستون، نزدیک گلاسگو، دستگیر شد و به ادوارد اول، پادشاه انگلستان، تحویل داده شد. به دستور پادشاه او به جرم خیانت بزرگ به پادشاه انگلستان و ارتکاب جنایت علیه انگلیسی‌ها، شکم‌پاره شد و سپس چهار تکه شد. تکه‌های پیکرش با هدف ایجاد رعب و جلوگیری از شورش‌های بعدی به چهار شهر اسکاتلند فرستاده شد. اما در عمل، این کار نه‌تنها جلوی شورش‌ها را نگرفت، بلکه مقاومت اسکاتلندی‌ها را تقویت کرد. تنها چند سال بعد، رهبری مقاومت به دست رابرت بروس افتاد، که در نهایت در سال ۱۳۱۴ میلادی در نبرد بنوکبرن شکست سنگینی به ارتش انگلستان وارد کرد.
امروزه از ویلیام والاس در اسکاتلند با احترام زیادی یاد می‌شود و بناهای یادبود بسیاری از او در سرتاسر اسکاتلند دیده می‌شود.

## بحران سیاسی در اسکاتلند
وقتی والاس بزرگ شد، شاه الکساندر سوم حکم اسکاتلند را صادر کرد. اسکاتلند در مدت سلطنت او دوره صلح و ثبات اقتصادی را دیده بود. در ۱۹ مارس ۱۲۸۶، با این حال، الکساندر پس از سقوط از اسب خود درگذشت. وارث تاج و تخت نوه الکساندر، مارگارت، ملقب به خدمتکار نروژ بود. همان‌طور که او هنوز کودک و در نروژ بود، اربابان اسکاتلند دولت نگهبان را تأسیس کردند. مارگارت در سفر به اسکاتلند بیمار شد و در ۲۶ سپتامبر ۱۲۹۰ در اورکنی درگذشت. فقدان وارث روشن باعث شد که دوره ای به نام «علت بزرگ» شناخته شود، که چند خانواده مدعی تاج و تخت بودند. با تلاش اسکاتلند برای جنگ داخلی، شاه ادوارد اول انگلیس توسط اشراف اسکاتلند برای داوری دعوت شد. او قبل از شروع این روند، اصرار داشت که همه مدعیان او را لرد پارامونت اسکاتلند بشناسند. در اوایل نوامبر ۱۲۹۲، در یک دادگاه بزرگ فئودالی که در قلعه در Berwick-upon-Tweed برگزار شد، حکم به نفع جان بالیول که ادعای محکمی در دادگاه داشت، صادر شد. ادوارد اقدام به برگرداندن احکام لردهای اسکاتلندی کرد و حتی شاه جان بالیول را احضار کرد که به عنوان شاکی رایج در مقابل دادگاه انگلیس بایستد. جان پادشاه ضعیفی بود که به «توم تابارد» یا «کت خالی» معروف بود. جان در مارس ۱۲۹۶ از ادای احترام خود چشم پوشی کرد و تا پایان ماه ادوارد با حمله به برویک-توتد، شهر مرزی اسکاتلند را مورد حمله قرار داد. در ماه آوریل، اسکاتلندی‌ها در نبرد دانبار در شرق لوتیان شکست خوردند و تا ماه ژوئیه، ادوارد جان را مجبور به کناره‌گیری کرد. سپس ادوارد به مأموران خود دستور داد که از حدود ۱۸۰۰ نجیب اسکاتلندی ادب و احترام کنند (بسیاری از آنها در آن زمان اسیر جنگ بودند)

## پیشینه

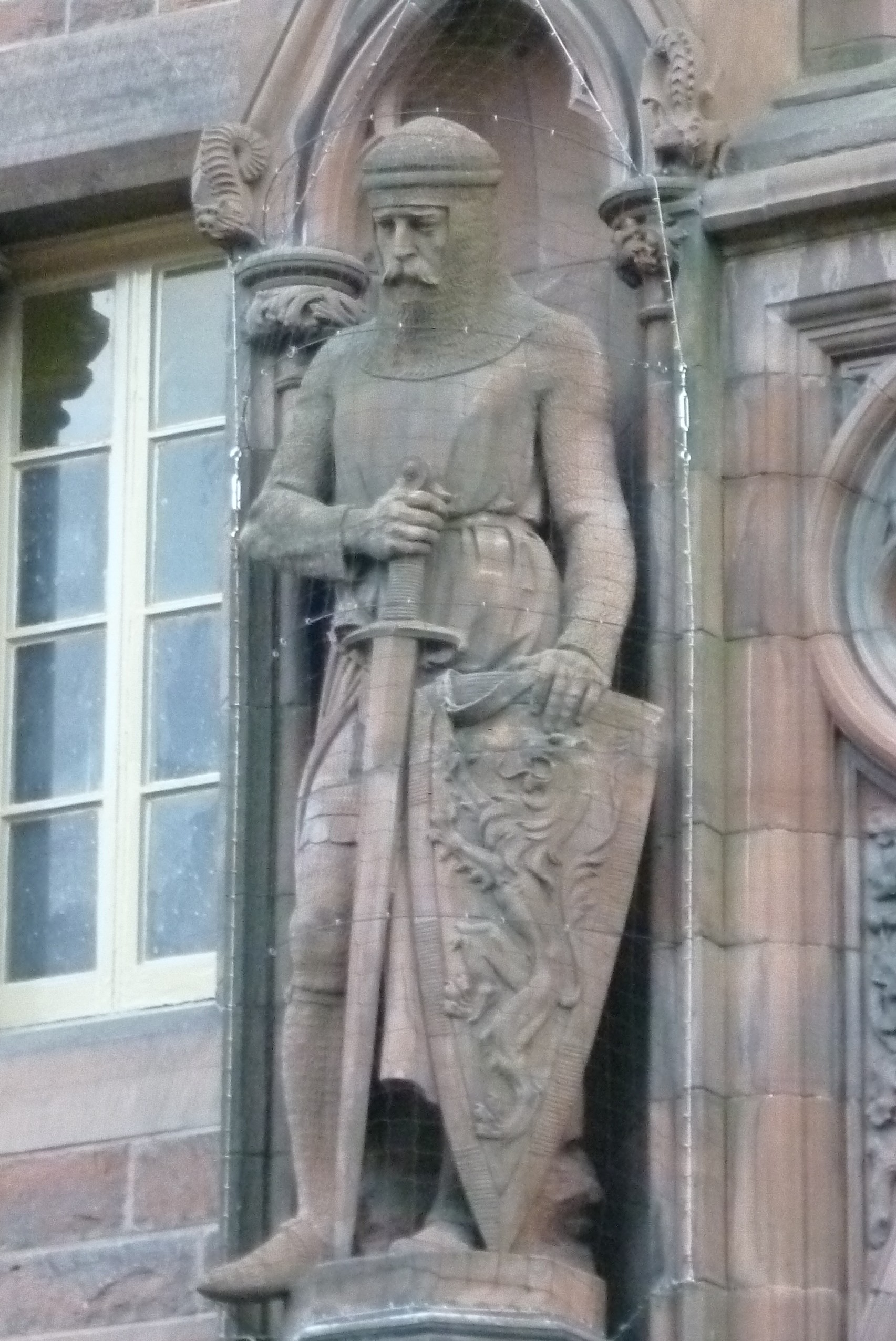
مجسمه ویلیام والاس، ادینبورگ

ویلیام والاس در روستای ایرشایر در اسکاتلند به دنیا آمد در آن روزها شاه الکساندر سوم بیش از ۲۰ سال بود که بر این سرزمین فرمانروایی می‌کرد. سبک و سیاق او در فرمانروایی به گونه‌ای بود که ثبات اقتصادی و آشتی را برقرار و سلطه‌طلبی همیشگی انگلیسی‌ها را به راحتی دفع کرده بود. در سال ۱۲۸۶ الکساندر در حین سوارکاری از اسبش به زمین افتاد و جان سپرد و بزرگان اسکاتلند، نوه ۴ساله او به نام «مارگارت» -که امروز از او با عنوان «بانوی نروژ» یاد می‌شود- را به عنوان ملکه اسکاتلند اعلام کردند و مقرر شد تا رسیدن او به سن قانونی، رایزن‌های پدربزرگ فقیدش اداره مملکت را به عهده گیرند. مارگارت در سال ۱۲۹۰ در حالی که ۸ ساله بود طی سفری از نروژ به سوی اسکاتلند بیمار شد و جان داد. لردهای اسکاتلند برای جلوگیری از ایجاد بی نظمی و آشوب تصمیم به برپایی حکومتی مستقل برای اسکاتلند گرفتند و بدین منظور از شاه ادوارد اول به واسطه حکومت موفقش دعوت کردند تا برای دستیابی به این هدف راهنمایی شان کند اما وقتی برای استقبال او رفتند با ارتش عظیمی از انگلستان روبه‌رو شدند و بدین ترتیب چیرگی انگلیسی‌ها بر سرزمین اسکاتلند آغاز شد.
ویلیام والاس در چنین شرایطی دوران کودکی خود را گذراند و با کینه انگلیسی‌ها بزرگ شد. بر پایه افسانه‌های محلی ایرشایر والاس اولین بار بر سر ماهیگیری با سربازان انگلیسی درگیر شد که در نتیجه آن دو تن از نظامیان انگلیسی را به قتل رساند و مقام‌های انگلیسی بی‌درنگ دستور دستگیری او را صادر کردند. بسیاری این رویداد را ناشی از کینه عمیق والاس از انگلیسی‌هایی می‌دانستند که در سال ۱۲۹۱ پدر و برادر بزرگ‌تر او را کشته بودند. کشته شدن نامزد والاس به دست انگلیسی‌ها خشم والاس را برمی‌انگیزد.
در ۱۱ سپتامبر ۱۲۹۷ والاس که به سپاه شورشی‌های «آندره دو مورای» پیوسته بود در نبرد «استرلینگ بریج» به پیروزی گسترده‌ای دست یافت و سربازان «دوماری» که از داشتن فرمانده‌ای چون «والاس» سرمست بودند به راحتی بر ۳۰۰ سواره نظام و ۱۰ هزار پیاده‌نظام انگلیسی چیره شدند. یک سال بعد در ۲۵ ژوئن ۱۲۹۸ نبردی دیگر به نام «فالکیرک» رخ داد و «والاس» توانست از دام ارتش انگلستان به سلامت بگریزد.
در این زمان اختلاف بزرگی میان سران نیروهای انقلابی درگرفته بود و سپتامبر همان سال «والاس» تصمیم به استعفا و سپردن سکان به «رابرت بروس» گرفت. او پس از استعفا به فعالیت‌های آشتی‌جویانه پرداخت و مدتی را نیز برای انجام یک مأموریت دیپلماتیک در فرانسه گذراند گواینکه بسیاری باور دارند دلیل اقامت او در فرانسه چیزی جز این بوده‌است. در ۵ اوت ۱۳۰۵ «سر ویلیام والاس» که دستگیری‌اش دیگر ناممکن می‌نمود به دست شوالیه‌ای به نام «ژان دو منته» دستگیر و به اردوگاه سربازان انگلیسی در منطقه‌ای نزدیک شهر گلاسکو منتقل شد. او که دولتمردان «پادشاه یاغی‌ها» می‌خواندنش طی محاکمه‌ای مجرم شناخته شد و به مرگ با چوبه دار محکوم شد که با مخالفت «والاس» مواجه شد و ترجیح داد با گیوتین اعدام شود. پس از آنکه سر او را از بدنش جدا کردند پیکر او را قطعه قطعه کردند، سر او بر بلندای پل لندن قرار گرفت، دستها و پاهایش به چهارگوشه بریتانیا فرستاده شد تا عبرتی باشد برای سایر انقلابیون؛ بعداز این اتفاق و در سال ۱۳۱۴(میلادی) سپاهیان اسکاتلند به رهبری رابرت بروس در نبرد بنوک بورن سپاهیان انگلستان به رهبری ادوارد دوم را شکست دادند و به استقلال رسیدند.

## فیلم شجاع‌دل
بر پایه داستان زندگی ویلیام والاس، در سال ۱۹۹۵ یک فیلم سینمایی با عنوان شجاع‌دل (به انگلیسی: Braveheart) به کارگردانی مل گیبسون ساخته شد که به عنوان برنده جایزه اسکار برگزیده شد.